# یواس‌اس پنی (ای‌تی‌اف-۷۴)
یواس‌اس پنی (ای‌تی‌اف-۷۴) (به انگلیسی: USS Pawnee (ATF-74)) یک کشتی بود که طول آن ۲۰۵ فوت (۶۲ متر) بود. این کشتی در سال ۱۹۴۲ ساخته شد.